# Distrito Escolar Cherry Creek
El Cherry Creek School District #5, o Distrito Escolar Cherry Creek (Cherry Creek Public Schools), es un distrito escolar de Colorado. Tiene su sede en Greenwood Village. El distrito sirve Greenwood Village, Cherry Hills Village, Centennial, Foxfield, y Glendale. También sirve algunas áreas en Aurora, Englewood y áreas cerca de Denver. Tiene más de 51.000 estudiantes. Sirve un área de 108 millas cuadradas, con más de 300.000 residentes.